# Clonaria specifica
Clonaria specifica är en insektsart som först beskrevs av Brunner von Wattenwyl 1907.  Clonaria specifica ingår i släktet Clonaria och familjen Diapheromeridae. Inga underarter finns listade i Catalogue of Life.